# Regnerus Livius van Andringa de Kempenaer (1752-1813)

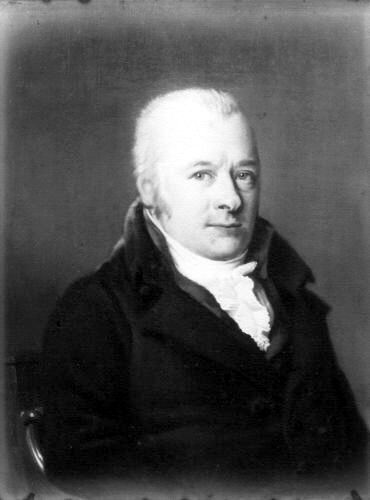
Regnerus Livius van Andringa de Kempenaer (1752-1813), door: Willem Bartel van der Kooi (1806)

Regnerus Livius van Andringa de Kempenaer ('s-Hertogenbosch 24 maart 1752 - Arnhem 3 december 1813), was een Nederlands staatsman. Hij is de stamvader van het adellijk geslacht Van Andringa de Kempenaer.

## Biografie

### Achtergrond, opleiding en vroege carrière
Regnerus Livius van Andringa de Kempenaer werd genoemd naar zijn twee peetooms. Zijn vader Hendrik van Andringa de Kempenaer was schepen van 's-Hertogenbosch en diens vader was burgemeester van Harlingen. R.L. van Andringa de Kempenaer was zowel van burgerlijke als adellijke afkomst.
Van Andringa de Kempenaer studeerde aan de Hogeschool van Franeker, maar behaalde geen graad. In 1772 werd hij benoemd tot grietman van Lemsterland en volgde hiermee zijn peetoom Daniel Livius van Andringa de Kempenaer op. In 1773 werd hij lid van de Staten van Friesland. Tussen 1773 en 1791 was hij tevens lid van het Mindergetal en van 1779 tot 1781 was hij lid van de Admiraliteit van Amsterdam voor de provincie Friesland. In 1787 vertegenwoordigde hij de provincie Friesland bij de Staten-Generaal in Den Haag. Van 1791 tot 1795 was hij ook lid van de Rekenkamer van de provincie.

### Politieke carrière tijdens deFranse tijd
Van Andringa de Kempenaer stond weliswaar bekend als orangist, maar onderhield ook uitstekende contacten met de aristocratische vleugel van de patriotten. Bij de Franse inval in 1795 en de daarbij gepaarde Bataafse Revolutie werden de grietmannen, w.o. De Kempenaer afgezet. Hij bleef enige tijd ambteloos burger, maar werd in 1801 lid van het Wetgevend Lichaam, het parlement van de Bataafse Republiek. Van 1806 tot 1809 was hij staatsraad in buitengewone dienst belast met Koloniale Vraagstukken.
Op 8 mei 1807 werd Van Andringa de Kempenaer door de koning van Holland, Lodewijk Napoleon benoemd tot landdrost van Friesland. In die functie ijverde hij, bijgestaan door andere invloedrijke Friezen, naar een maximale zelfstandigheid van de provincie binnen het koninkrijk. In februari 1811 werd hij vervangen door Johan Gijsbert Verstolk van Soelen omdat keizer Napoleon I hem had benoemd tot prefect van het departement Boven-IJssel. In die hoedanigheid vestigde hij zich in Arnhem, de hoofdstad van het departement. Hij overleed op 61-jarige leeftijd in Arnhem, op het moment dat de stad door de Pruisen werd belegerd.

## Familie
Regnerus Livius van Andringa de Kempenaer was tweemaal getrouwd:
1. Judith Elisabeth d'Arnaud (1756-1780)
2. Tjallinga Aurelia Wilhelmina des H.R. Rijksbarones thoe Schwartzenberg en Hohenlansberg (1775-1857)

Een van zijn zonen (1e huwelijk), Antoon Anne van Andringa de Kempenaer (1777-1825), werd op 24 november 1816 in de adelstand verheven. Hij was ook grietman van Lemsterland (1816-1825). Zijn halfbroer was jhr. Wilco van Andringa de Kempenaer (1809-1873).